# Верховний лідер Ірану

Рухолла Мусаві Хомейні. Перший лідер ісламської республіки Іран в 1979-1989 роки.

Верховний лідер Ірану (перс. ولی فقیه ایران, vali-e faghih-e iran, букв. верховний юрист Ірану, або перс. رهبر انقلاب, rahbar-e enghelab, lit. лідер Революції) — найвища посадова особа Ісламської республіки Іран, верховний командувач збройних сил. Посада визначена конституцією Ірану згідно з принципом вілайат-і факіх, а також спадковості імамів, або імамату.
Стаття 2 конституції Ірану визначає управління справами правовірних та імамат в ісламській уммі, а також опіку над суспільством та основоположну роль в продовженні Ісламської революції шляхом безперервного виконання законів шаріату, що відповідають всім вимогам факіхів на основі Корану та Сунни 14 непорочних імамів.
Звернення Верховний лідер (перс. ولی فقیه, vali-e faghih) використовують для висловлення пошани, але воно не зустрічається в конституції Ірану, де використовується просто лідер (рахбар).
Спадковість імамів, або імамат, оснований на вірі в існування 12 непорочних імамів. Поки відсутній 12 імам, управління справами в ісламській республіці Іран здійснює справедливий і набожний факіх.

## Повноваження
Стаття 110 Конституції наділяє Верховного лідера повноваженнями визначати «загальну політику Ісламської республіки», а також «контролювати вірне виконання загальної політичної лінії держави». В цілому, конституція наділяє Верховного лідера незрівнянною владою.
Верховний лідер проводить плебісцити та підписує наказ про призначення Президента, обраного на виборах. Також він призначає ряд високопосадовців.
Верховний лідер здійснює верховне командування збройними силами та оголошує війну, мир і мобілізацію. Призначає та звільняє з посад начальника об'єднаного штабу, головнокомандувача Корпусу вартових Ісламської революції, головнокомандувачів збройними силами та внутрішніми військами, а також призначає двох членів Вищої ради національної безпеки та підписує рішення цієї ради. Крім того, Верховний лідер призначає та звільняє факіхів Ради з нагляду за виконанням Конституції, голову судової гілки влади, голову організації по радіо та телебаченню Ісламської Республіки.
Також Верховний лідер призначає численних «спеціальних представників» на різні державні посади та в релігійні та культурні установи, які інформують його про стан справ та дають можливість здійснювати вплив та контроль за виконанням політики різними установами. До числа цих представників належать директори культурних бюро в посольствах Ірану, що дозволяє Верховному лідеру здійснювати незалежну зовнішню політику.
Верховний лідер також призначає лідерів на п'ятничні молитви, які можуть поширювати його повідомлення серед ширших народних мас.
Верховний лідер призначає директорів боніадів (bonyad, фондів) — непідконтрольних державі підприємств та доброчинних організацій під контролем яких, за різними оцінками, перебуває до 20% ВВП країни. Також під його контролем перебуває організація Сетад. Створена в часи Ісламської революції вона мала впорядковувати та розпоряджатись покинутим в революційній смуті майном. З часом ця організація істотно зміцнилась та розширила сферу діяльності. Станом на 2013 рік вартість контрольованих нею активів оцінювалась у $95 млрд.
В розпорядженні Верховного лідера перебуває власна адміністрація (daftar-e maqam-e mo'azzam-e rahbari) яка надає поради з різних питань, від оборони до зовнішньої політики.

## Припинення повноважень
Повноваження Верховного лідера можуть бути припинені і до його смерті. Так, лідер може звернутись до Ради з визначення кандидатури лідера з проханням про відставку. Однак, стаття 111 з преамбули Конституції Ірану визначає ще дві можливості для дострокового припинення повноважень лідера:
1. нездатність виконувати покладених на лідера законних обов'язків, або
2. якщо буде з'ясовано, що лідер не відповідає, або не відповідав на момент призначення якостями, визначеними статтями 5 та 109 Конституції Ірану.

До визначення нового лідера, його обов'язки тимчасово виконує рада, що складається з Президента, Голови судової влади, та одного з факіхів з Ради з дотримання Конституції.

## Верховні лідери
| № | Верховний лідер (Рахбар) | Верховний лідер (Рахбар) | Дата початку повноважень | Дата завершення повноважень |
| - | ------------------------ | ------------------------ | ------------------------ | --------------------------- |
| 1 | Рухолла Мусаві Хомейні   |                          | 25 лютого 1979           | 3 червня 1989               |
| 2 | Алі Хаменеї              |                          | 3 червня 1989            | досі на посаді              |